# 陈紫
陈紫（1919年—1999年），原名陈先艺，曾用名陈子树，笔名循民、吴化常、彭彤等，男，广东惠阳人，中国作曲家，曾任中国音乐家协会理事。
1981年古箏家項斯華、舞蹈家陳愛蓮、高胡演奏家汪炳炎、歌唱家李元華、舞蹈演員張曉萍、葉健平、二胡演奏員王樹人、揚琴演奏員安慶餾等中國歌劇舞劇院成員組成「中國表演藝術家小組」出訪歐洲，陳紫擔任領隊。